# كربال ملتبس
كربال ملتبس (الاسم العلمي:Ifloga ambigua) هو نوع من النباتات يتبع جنس الكربال من الفصيلة النجمية.